# خوسيه كوينتانايلا
خوسيه كوينتانايلا (بالإسبانية: José Quintanilla)‏ هو لاعب كرة قدم سلفادوري في مركز الوسط، ولد في 29 أكتوبر 1947 في سونسوناتي في السلفادور، وتوفي في 1977 في السلفادور بسبب حادث مرور. شارك مع منتخب السلفادور لكرة القدم. أما مع النوادي، فقد لعب مع نادي أليانزا ‏.

## وصلات خارجية
- خوسيه كوينتانايلا على موقع الاتحاد الدولي (مؤرشف)  (الإنجليزية)
- خوسيه كوينتانايلا على موقع قاعدة بيانات كرة القدم.إي يو (الإنجليزية)
- خوسيه كوينتانايلا على موقع ناشيونال فوتبول تيمز (الإنجليزية)
- خوسيه كوينتانايلا على موقع Soccerway.com (الإنجليزية)
- خوسيه كوينتانايلا على موقع عالم كرة القدم.نت (الإنجليزية)
- خوسيه كوينتانايلا على موقع اللجنة الأولمبية الدولية (الإنجليزية)
- خوسيه كوينتانايلا على موقع أوليمبيديا (الإنجليزية)